# Thomas Alkier
Thomas Alkier (Recklinghausen, 11 augustus 1965) is een Duitse jazz-drummer.
Alkier was al in 1980 actief als professioneel muzikant, hij speelde toen met Tyree Glenn en de Gene Mighty Flea Connors Band. Vanaf 1982 speelde hij in het kwartet van Charlie Mariano. Ook was hij tot 1993 lid van de band van Volker Kriegel en speelde hij met Dizzy Gillespie.
Van 1983 tot 1987 studeerde aan de Hochschüle für Musik in Keulen en in 1990 werd hij lid van het Vienna Art orchestra. Vanaf 1993 leidde hij een kwintet mat Matthieu Michel. Hij toerde in binnen- en buitenland en speelde met talloze musici. Hij speelde in het trio van Uli Lenz en begeleidde Gitte Hænning tijdens drie tournees. Sinds 2004 is hij drummer bij de Duitse groep  Nighthawks. Hij deed mee aan meerdere producties van Carla Bley en Steve Swallow.
Sinds 1987 geeft hij les aan de Folkwang Universität in Essen.
Alkier is te horen op albums van onder meer Eartha Kitt, Stefan Bauer, Christof Lauer, Markus Stockhausen, NDR Bigband , Klaus König en Joachim Kühn.

## Discografie
- Laut, 2002 (met Thomy Jordi en Eric St-Laurent)

- Bibsys: 10016838
- Bibliothèque nationale de France: cb139417709 (data)
- Gemeinsame Normdatei: 134795326
- International Standard Name Identifier: 0000 0000 5516 3190
- Library of Congress Control Number: no98036883
- MusicBrainz: 07019d06-d103-4fb3-9803-de0607849248
- Nationale Bibliotheek van Israël: 987007333336705171
- Système universitaire de documentation: 160144817
- Virtual International Authority File: 19293934
- WorldCat: E39PBJvCTgvD6Mm9PVRDrPT4MP